# Milo Thatch
Milo James Thatch (eller Milo) er hovedpersonen i Disneys tegnefilm fra 2001: Atlantis: Det forsvundne rige, og dennes efterfølger fra 2003 Atlantis: Milo vender tilbage. Han er stemmelagt af Christian Damsgaard i begge film.
Milo er sprogforsker (selvom at han arbejder på Smithsonian Institution som fyrpasser), og barnebarn til fysikeren og eventyren Thaddeus Thatch. Ligesom sin farfar, håber han på at finde den forsvundne by Atlantis. Preston Whitmore, ven af hans farfar, giver Milo "Vogterens Bog", som indeholder informationer om Atlantis. Whitmore hyrer et mandskab til en ekspedition for at hjælpe Milo med at finde den forsvundne by.
I Atlantis bliver Milo ven med beboerne og får deres tillid, selvom at kongen forblive skeptisk. Milo bliver også ven med Prinsesse Kidagakash, som også ender med at blive hans kæreste. Kida og Milo undersøger, hvordan Atlantis endte under havets overflade.
Efter en kort dykke-research-tur, bliver Milo truet af sit mandskab, som kun er interesseret i få penge, for at anskaffe Atlantis' Hjerte hjem til USA. Milo nægter at gøre dem selskab, og de kidnapper Kida. Milo nægter også først at hjælpe dem med at finde Atlantis' Hjerte, da han ved at det er livskilden til Atlantis, men da Rourke truer med at skyde Kida, indvilliger han alligevel.
I et underjordisk kammer, hvor Atlantis' Hjerte befinder sig, bliver Kida forbundet med det, låst inde i en kontainer og læsset på truck af Rourke. Som de skal til at køre, forsøger Milo at fortælle dem, at det de gør er forkert. Han får overbevist alle undtagen Rourke og Helga Sinclair, mandskabets henholdsvis leder og løjtnant. Da Rourke slår Milo i gulvet, får de andre medlidenhed med Milo, og går hen for at hjælpe ham. Rourke og Helga forlader kort efter Atlantis. Milo bliver efterfølgende bedt af kongen, om at redde hans datter og Atlantis, hvorefter kongen dør.
Milo og adskillige andre indbyggere i Atlantis bruger nu en slags flyvemaskiner til at indhente Rourke og Helga, som flyver opad i en luftballon med Kida hængende i en kontainer nedenunder. En kamp i frit fald sker efterfølgende. Milo og Rourke kommer op og slås, og da Rourke med en økse, kommer til at ødelægge vinduet ind til Kida, tager Milo et glasstykke og snitter Rourke i armen. Og fordi glasstykket var fyldt med energi fra Hjertet, forvandler snittet Rourke til et blå glasmonster. Da han igen prøver at få fat i Milo, bliver han fanget i luftballonens propel nederst og han slås i stykker.
Milo får reddet kontaineren med Kida, da luftballonen sprænger. Ballonens store eksplosion vækker den slumrende vulkan. Kida, som stadig er bundet til Atlantis' Hjerte, vækker flere gigantiske robotvagter, som laver et beskyttelsesskjold over byen. Kida daler efterfølgende ned til Milo igen.
Milo beslutter at blive hos Kida, som nu er dronning, og Milo fuldender den store sten til ære for Kidas far. Filmen ender med at de to kravler op på en af de gigantiske vagter sammen, og ser stenen stige til vejrs over byen.
I 2'eren Atlantis: Milo vender tilbage, mødes Milo og Kida atter med det resterende mandskab (alle undtagen de afdøde Helga og Rourke), og vender tilbage til overfladen, for at undersøge forskellige mysterier i (tydeligt mere moderne) verden.